# Veratridin
A veratridin egy  szteroid-származék alkaloid amely  neurotoxikus hatású, mivel aktiválja a nátrium ioncsatornákat és növeli az intracelluláris (sejten belüli)   Ca2+ koncentrációt. 
Az aktivált  Na+ csatornákhoz köt és folytonos aktivációt okoz.